# ستويان كيتوف
ستويان كيتوف (بالبلغارية: Стоян Китов)‏ مواليد 27 أغسطس 1938 في صوفيا، هو لاعب كرة قدم بلغاري دولي سابق كان يلعب في مركز الوسط. سبق له أن لعب في كأس العالم لكرة القدم مع منتخب بلاده في مونديال عام 1962.

## المسيرة الاحترافية

### أندية لعب لها
- سبارتك صوفيا

## روابط خارجية
- ستويان كيتوف على موقع الاتحاد الدولي (مؤرشف)  (الإنجليزية)
- ستويان كيتوف على موقع قاعدة بيانات كرة القدم.إي يو (الإنجليزية)
- ستويان كيتوف على موقع ناشيونال فوتبول تيمز (الإنجليزية)
- ستويان كيتوف على موقع عالم كرة القدم.نت (الإنجليزية)
- ستويان كيتوف على موقع أوليمبيديا (الإنجليزية)